# کارلوس گاردل
کارلوس گاردل (۱۱ دسامبر ۱۸۹۰–۲۴ ژوئن ۱۹۳۵) خواننده، ترانه‌سرا، آهنگساز و بازیگر آرژانتینی-فرانسوی بود. صدای باریتون و دراماتیک او صدها شاهکار تانگوی مینیاتوری سه دقیقه‌ای بر جا گذاشته است. گاردل همراه ترانه‌سرا آلفردو له پرا تانگوهای کلاسیک بسیاری ساخت.
بسیاری از مردم او را روح موسیقی تانگو می‌دانند و لقب‌هایی چون کارلیتوس، El Zorzal (برفک آهنگ)، سلطان تانگو، El Mago (جادوگر) و ... به او داده‌اند.

## آهنگ‌شناسی
کارلوس گاردل موسیقی، و آلفردو له په‌را شعر آهنگ‌های زیر را نوشته‌است:
| - Amargura (تانگو) - Amores de Estudiante (والس) - Apure, Delantero Buey (ترانه) - Arrabal Amargo (تانگو) - Caminito Soleado (ترانه) - Cheating Muchachita - Criollita, decí que sí (ترانه) - Cuesta Abajo (تانگو) - El día que me quieras (ترانه) - Golondrinas (تانگو) - Guitarra, Guitarra Mía - La Criolla - La Vida en un Trago - Lejana Tierra Mía (ترانه) - Los Panchos en Buenos Aires | - Melodía de Arrabal (تانگو) - Mi Buenos Aires Querido (تانگو، ۱۹۳۴) - Olvido - Por tu Boca Roja - با فاصله‌ای اندک (تانگو، ۱۹۳۵) - Quiéreme - Recuerdo Malevo (تانگو) - Rubias de New York (foxtrot) - Soledad (تانگو) - Suerte Negra (والس) - Sus ojos se Cerraron (تانگو) - Viejos Tiempos (تانگو) - Volver (تانگو، ۱۹۳۴) - Volvió una Noche (تانگو) |  |

## فیلم‌شناسی
- Flor de Durazno (۱۹۱۷) (صامت)
- Añoranzas (۱۹۳۰، فیلم کوتاه)
- Canchero (۱۹۳۰)
- El Carretero (۱۹۳۰، فیلم کوتاه)
- El Quinielero (۱۹۳۰، فیلم کوتاه)

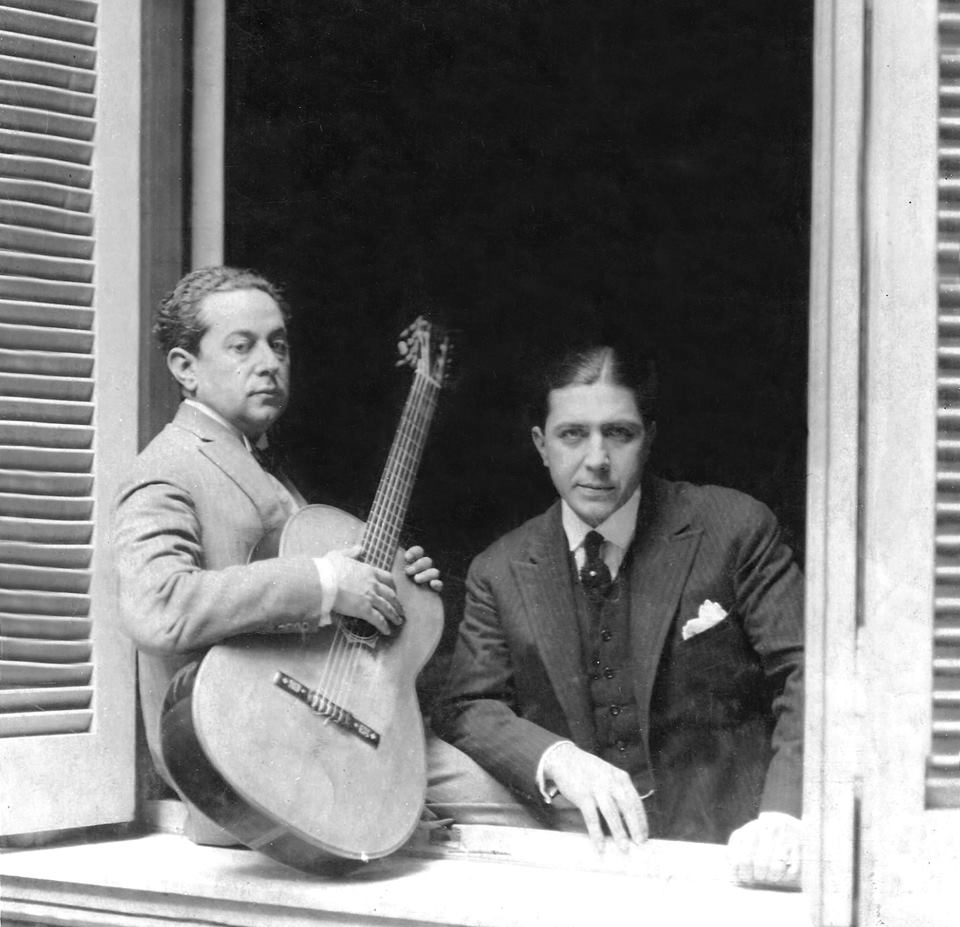
حوزه رازانو (چپ) و گاردل در خانهٔ مادر گاردل، ۱۹۲۶.

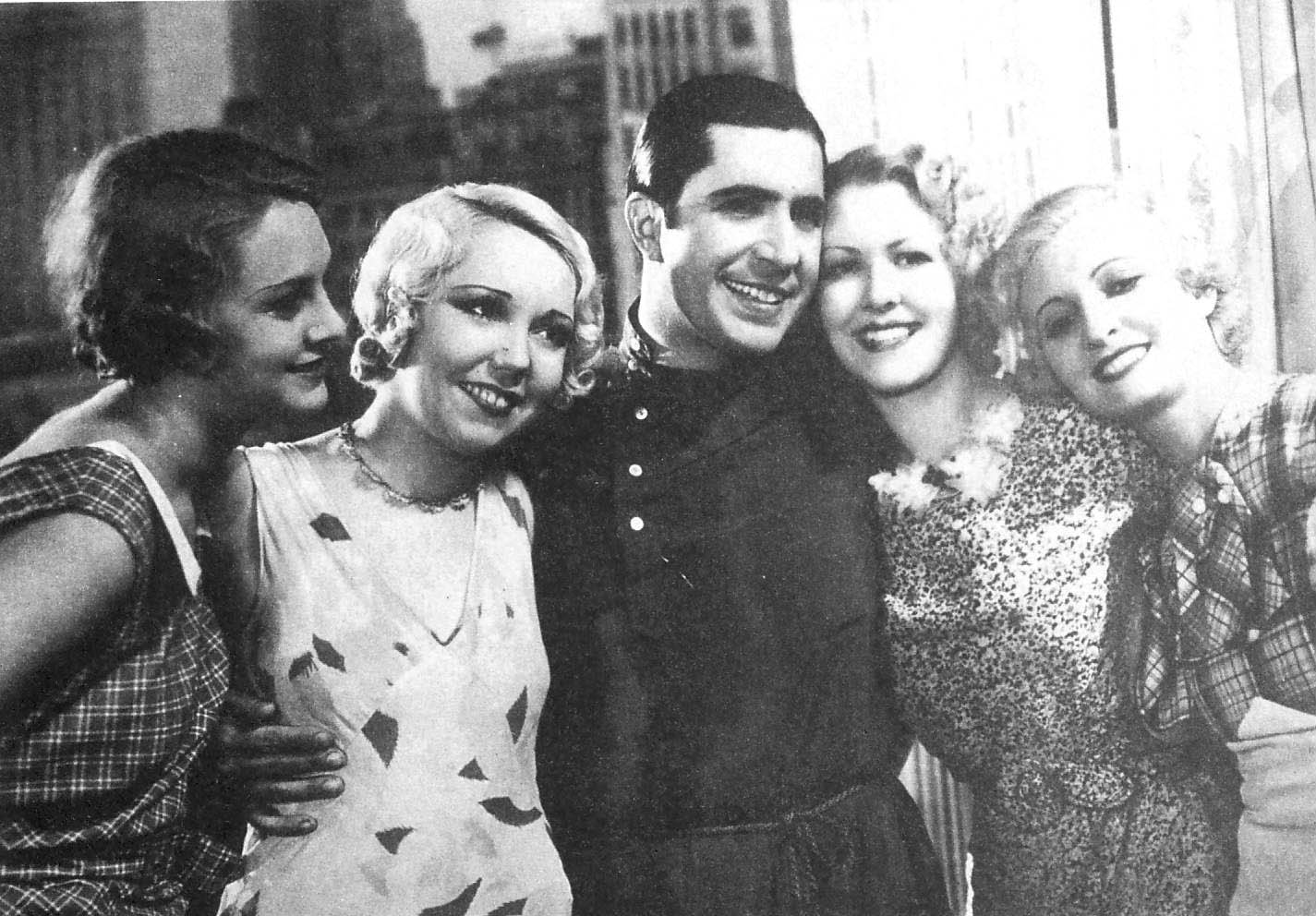
گاردل در نیویورک در حال اجرای «تانگو در برادوی»، ۱۹۳۴

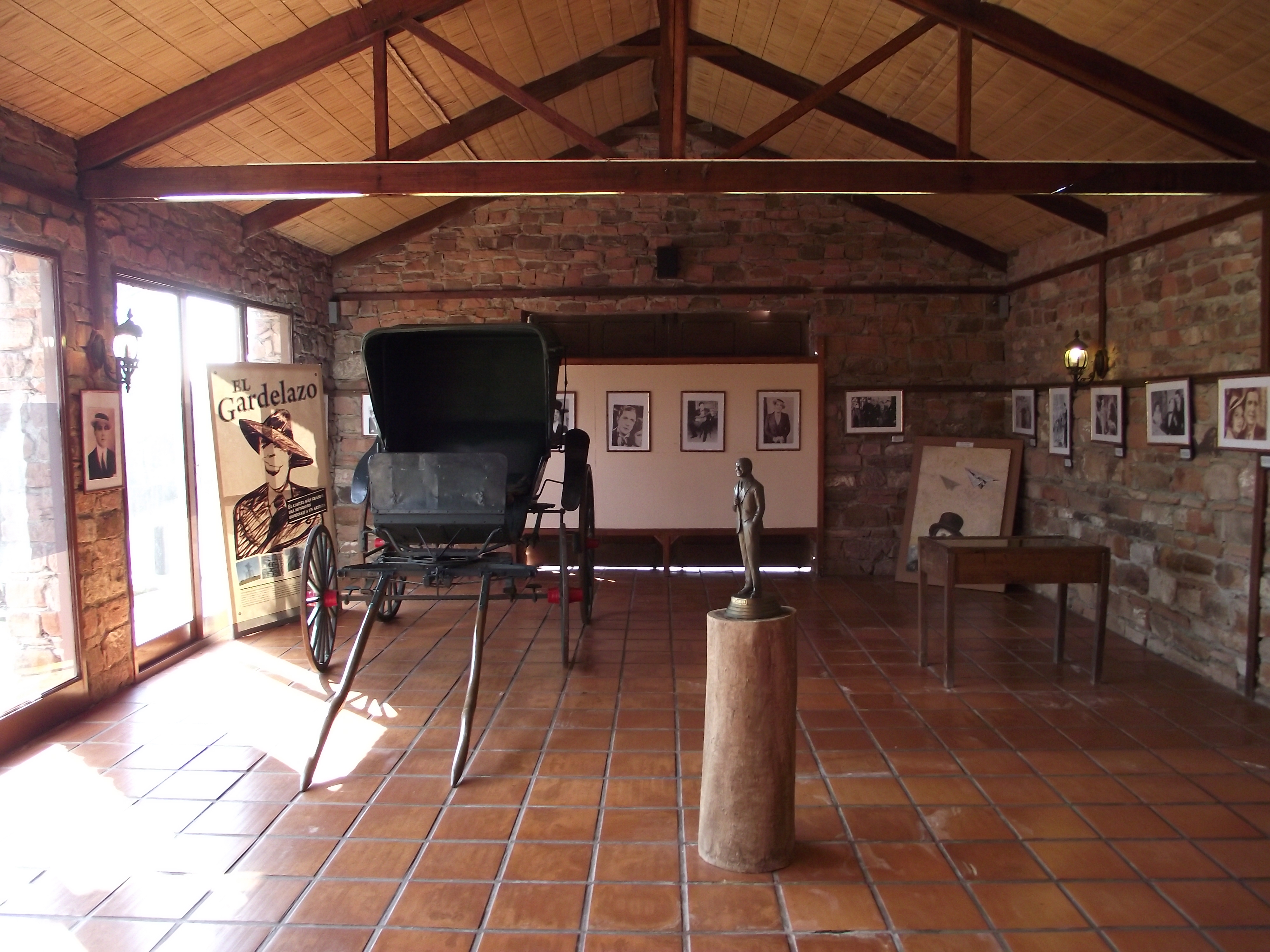
موزه کارلوس گاردل در تاکوآرمبو.

- Enfundá la Mandolina (۱۹۳۰، فیلم کوتاه)
- ¡Leguisamo Solo! (۱۹۳۰، فیلم کوتاه)
- Mano a Mano (۱۹۳۰، فیلم کوتاه)
- Padrino Pelado (۱۹۳۰، فیلم کوتاه)
- Tengo Miedo (۱۹۳۰)
- Viejo Smoking (۱۹۳۰، فیلم کوتاه)
- Yira, Yira (۱۹۳۰، فیلم کوتاه)
- Luces de Buenos Aires (۱۹۳۱))
- Esperame (۱۹۳۲)
- La Casa es Seria (۱۹۳۲)
- ملودی روستایی (۱۹۳۳)
- Cuesta Abajo (۱۹۳۴)
- تانگو در برادوی (۱۹۳۴)
- El día que me quieras (۱۹۳۵)
- Cazadores de Estrellas (۱۹۳۵)
- Tango Bar (۱۹۳۵)